# Isle of Beauty, Isle of Splendour
Isle of Beauty, Isle of Splendour (Vackra ö, utsökta ö) är Dominicas nationalsång, komponerad av Lemuel McPherson Christian och med text av Wilfred Oscar Morgan Pond. Sången antogs som nationalsång vid statsbildandet 1967.